# Robert Parker (juge)
Pour les articles homonymes, voir Robert Parker et Parker.
Robert Parker (né le 26 juin 1796, décédé le 24 novembre 1865) était un avocat, homme politique et juge néo-brunswickois.
Né à Saint-Jean (Nouveau-Brunswick), il fait ses études au King's Collège, à Windsor, Nouvelle-Écosse, où il côtoie Thomas Chandler Haliburton. Il fait ensuite des études de droit et est admis au barreau du Nouveau-Brunswick en 1820. Il est élu à l'Assemblée législative du Nouveau-Brunswick en 1826 et réélu en 1827. En 1828, après avoir provisoirement occupé le poste de procureur général, il est nommé solliciteur général de la colonie.
Il ne se représente pas aux élections législatives en 1830, préférant poursuivre une carrière judiciaire. En 1834 il est nommé juge puîné de la plus haute cour de la colonie. C'est en 1865 qu'il est nommé juge en chef du Nouveau-Brunswick à la Cour d'appel du Nouveau-Brunswick. Il meurt toutefois quelques mois plus tard.